# Radamés Gnattali
Radamés Gnattali (ur. 27 stycznia 1906 w Porto Alegre, zm. 3 lutego 1988 w Rio de Janeiro) – brazylijski kompozytor, dyrygent i pianista.

## Życiorys
Był synem muzyka i podstawy wykształcenia muzycznego odebrał w domu. W wieku 14 lat rozpoczął studia u Guilherme Fontainhy w Instituto de Belas-Artes w Porto Alegre, które ukończył w 1924 roku z nagrodą Araújo Viana. Następnie studiował w Escola Nacional de Música w Rio de Janeiro. Początkowo występował jako pianista oraz jako altowiolista z kwartetem Henrique Oswalda, później grał z orkiestrami tanecznymi i rozrywkowymi. Popularność jako kompozytor zdobył w latach 30. XX wieku. Przez wiele lat pracował w Rádio Nacional w Rio de Janeiro jako aranżer, twórca muzyki radiowej i szef działu muzycznego. W latach 1967–1970 pracował w TV Globo w São Paulo. W 1945 roku został wybrany na członka Academia Brasiliera de Música.

## Twórczość
W swojej twórczości łączył elementy muzyki poważnej i rozrywkowej, tworzył muzykę łatwą w odbiorze, przystępną dla słuchacza, posługując się nieskomplikowanymi formami utrzymanymi w ramach tonalności. Wprowadzał stylizowane formy taneczne, m.in. samby, eksponował elementy popisowo-wirtuozowskie. Główną część jego dorobku stanowią koncerty na różne zestawy instrumentów.

## Wybrane kompozycje
(na podstawie materiałów źródłowych)

### Utwory orkiestrowe
- Rapsódia Brasileira (1931)
- 4 koncerty fortepianowe (I 1934, II 1936, III 1960, IV 1967)
- Três miniaturas (1940)
- Suita na małą orkiestrę (1940)
- Koncert wiolonczelowy (1941)
- Sinfonia miniatura (1942)
- Canadiana (1943)
- 14 Brasilianas na różne instrumenty i orkiestrę (1944–1968)
- Três movimentos na fortepian, smyczki i kotły (1947)
- 3 koncerty skrzypcowe (I 1947, II 1962, III 1969)
- Variações na fortepian, skrzypce i orkiestrę  (1949)
- Concêrto romântico na fortepian i orkiestrę (I 1949, II 1964)
- 3 Concêrtos cariocas na solistów i orkiestrę (1950–1970)
- 3 Sinfonias populares (I 1955, II 1962, III 1969)
- Koncert na harfę i orkiestrę (1958)
- 2 koncerty na harmonijkę ustną i orkiestrę (I 1958, II 1968)

### Utwory kameralne
- Trio fortepianowe (1933)
- Poema na skrzypce (1934)
- Sonata wiolonczelowa (1935)
- 2 kwartety smyczkowe (I 1939, II 1943)
- 4 kwartety na 3 skrzypiec i wiolonczelę (1939–1970)
- Serestas na gitarę, flet i kwartet smyczkowy (1944)
- Quatro quadros de Jan Zach na kwartet smyczkowy (1946)
- Sonatina na flet i gitarę (1959)
- Sonatina coreográfica na flet i fortepian (1960)

### Utwory fortepianowe
- Rapsódia brasileira (1931)
- Ten valsas (1939)
- Toccata (1944)
- II Sonata (1963)

### Utwory wokalno-instrumentalne
- kantata Maria Jesus don Anjos na głos recytujący, chór i orkiestrę (1964)

### Balet
- Negrinho do pastoreio (1959)